# Саут-Оксфордшир
Саут-Оксфордшир (англ. South Oxfordshire) — неметрополитенский район (англ. non-metropolitan district) в графстве Оксфордшир (Англия). Административный центр — деревня Милтон.

## География
Район расположен в юго-восточной части графства Оксфордшир, граничит с графствами Беркшир и Бакингемшир.

## История
Район был образован 1 апреля 1974 года в результате объединения боро Хенли-он-Темс, Уоллингфорд, городского района (англ. Urban district) Тем и сельских районов (англ. Rural District) Уоллингфорд, Буллингдон и Хенли.

## Состав
В состав района входит 5 городов:
- Дидкот
- Тем[англ.]
- Уоллингфорд[англ.]
- Уотлингтон[англ.]
- Хенли-он-Темс

и 81 община (англ. civil parish).